# Övre Åkulla
Övre Åkulla är en jordbruksby som ligger knappt 7 km nordväst om Bygdeå i Bygdeå socken i Robertsfors kommun i Västerbotten.
Utanför byn finns en liten förort som kallas "Kläppen". 